# Margravi della marca del Nord
La Nordmark venne creata nel 965 dopo la morte del margravio Gero I. In sostanza copriva il territorio della successiva marca di Brandeburgo tra l'Elba e l'Oder. 
Nel 983 l'area fu perduta dal Sacro Romano Impero dopo la rivolta slava del 983. Questa area fu quindi governata dagli slavi Evelliani e da vari sovrani. Il titolo di margravio fu comunque sempre assegnato a qualcuno in questo periodo, anche se ciò non corrispondeva all'assegnazione di un dominio terriero. 
Solo Alberto l'Orso creò con la conquista del Brandeburgo nel 1150 un dominio tedesco nell'area della marca del Nord, creando la marca di Brandeburgo. 

## Margravi della Nordmark

### Conti di Haldensleben
- Teodorico di Haldensleben, 965-983

### Varie dinastie
- Mieszko di Polonia, († 25 maggio 992), in Polonia 983-985
- Odo I († 993), margraviato di Lusazia e della marca orientale sassone dal 965 al 993

## Margravi della Nordmark (nominali)
Conti di Walbeck 
- Lotario di Walbeck, 993-1003
- Guarniero/Werner, figlio di Lotario, 1003-1009 (deposto)

 Conti di Haldensleben 
- Bernardo I, figlio di Teodorico, 1009-1018
- Bernardo II, figlio di Bernardo I, 1018-1044
- Guglielmo, figlio di Bernardo II, 1044-1056

Conti di Stade (Odoniani) 
- Lotario Udo I, 1056-1057
- Lotario Udo II, figlio di Udo I e che partecipò alla rivolta dei Sassoni, 1057-1082
- Enrico I il Lungo, figlio di Udo II, 1082-1087
- Lotario Udo III, figlio di Enrico I, 1087-1106
- Rodolfo I, in qualità di reggente per il nipote Enrico II, 1106-1112 (deposto)

 Conti di Plötzkau 
- Helperich di Plötzkau, 1112

 Conti di Stade (di nuovo) 
- Rodolfo I (di nuovo), 1112-1114
- Enrico II, figlio di Enrico I, 1114-1128
- Udo IV, figlio di Rodolfo I, 1128-1130

 Conti di Plötzkau (di nuovo) 
- Corrado di Plötzkau, figlio di Helferich, 1130-1133

 Conti di Stade (di nuovo) 
- Rodolfo II, fratello di Udo IV, 1133-1144

 Conti di Ballenstadt (Ascanidi) 
- Alberto l'Orso, 1134-1170